# Campagnola Cremasca
Campagnola Cremasca település Olaszországban, Lombardia régióban, Cremona megyében. Lakosainak száma 657 fő (2023. január 1.). Campagnola Cremasca Capralba, Casaletto Vaprio, Crema, Cremosano, Pianengo és Sergnano községekkel határos.

## Népesség
A település népességének változása:
| Lakosok száma | 689  | 686  | 672  | 657  |
|               | 2013 | 2017 | 2018 | 2023 |